# Звуки горна
«Звуки горна» (англ. The Bugle Sounds) — американська військова драма режисера Річарда Торпа 1942 року.

## Сюжет
Сержант «Хеп» Доан, убитий горем, що дев'ятнадцятий кіннотний полк, в якому він служив протягом стількох років, повинен бути механізованим і поповнитися двадцятьма призовниками. Він хоче піти з армії, але, коли призовники прибувають, він вирішив зробити з них хороших солдатів. Коли його коня, Кантігні, вбиває в результаті вибуху танка, він йде в самоволку.

## У ролях
- Воллес Бірі — Сержант Патрік Алойзіус «Геп» Доан
- Марджорі Майн — Сьюзі «Суз»
- Льюїс Стоун — полковник Джек Лоутон
- Джордж Бенкрофт — Рассел «Рас»
- Генрі О'Нілл — підполковник Гаррі Сетон
- Донна Рід — Саллі Гансон
- Чілл Віллс — сержант Ларрі Діллон
- Вільям Ландіген — Джо «Джоуї» Генсон
- Том Дуган — сержант Стронг
- Гуїнн Вільямс — сержант Крімс